# Fiodor Martens

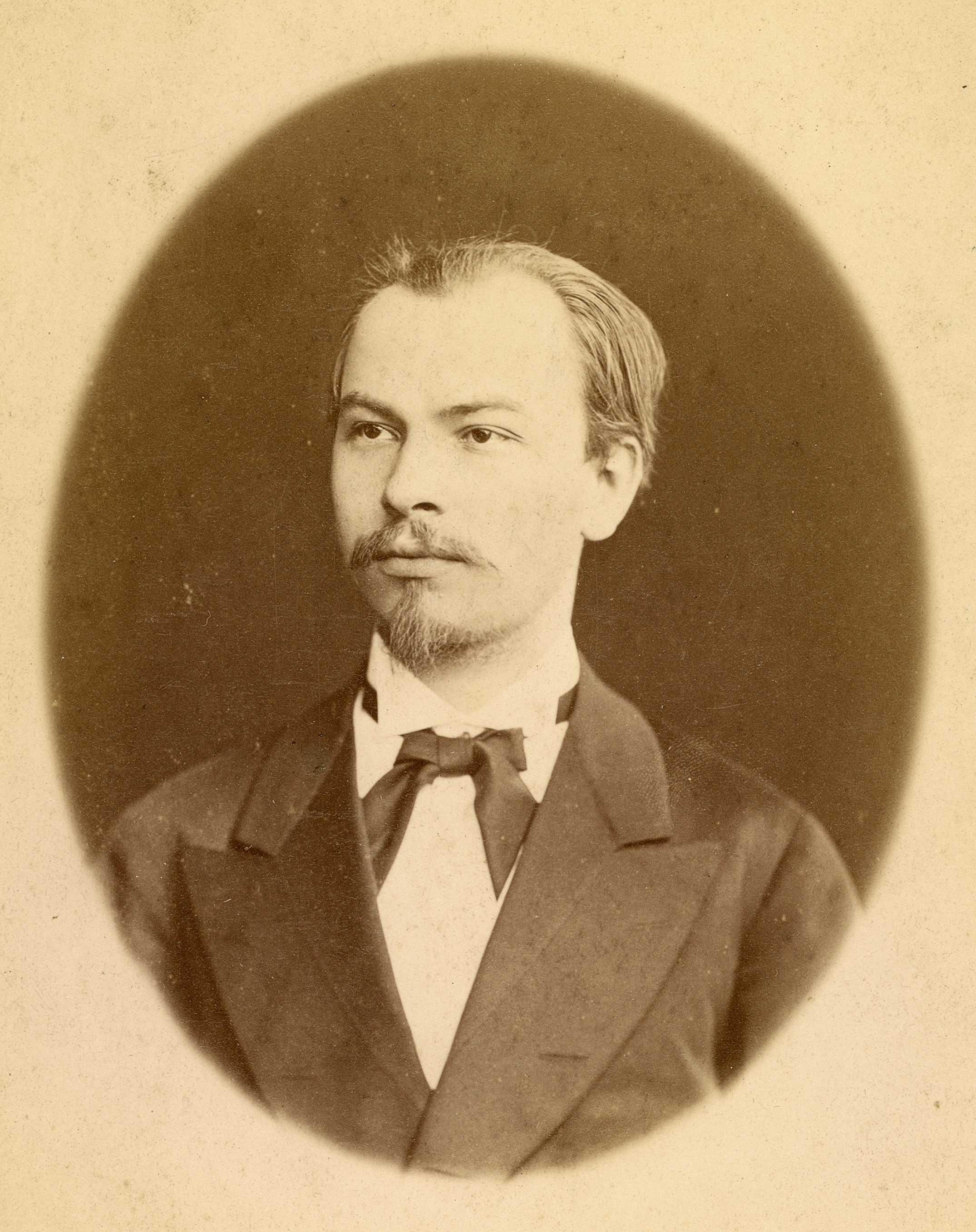
Fiodor Martens

Fiodor F. Martens (1845–1909) – rosyjski prawnik i dyplomata. Wniósł duży wkład w rozwój nauki o prawie międzynarodowym. Inicjator komisji śledczych w sporach międzynarodowych.
Należał do twórców Deklaracji brukselskiej (1874). Na jego wniosek zamieszczono w konwencjach haskich - II konwencji z 1899 i IV konwencji z 1907 roku (dotyczących sposobu prowadzenia wojny na lądzie) - ogólną zasadę humanitaryzacji działań wojennych, tzw. klauzulę Martensa. Wydał zbiór traktatów międzynarodowych w 15 tomach. Był profesorem uniwersytetu w Petersburgu.
28 listopada 1888 jako obcokrajowiec został odznaczony austro-węgierską Odznaką Honorową za Dzieła Sztuki i Umiejętności.